# Биюк-Асская волость
Бию́к-А́сская во́лость — административно-территориальная единица в составе Евпаторийского уезда Таврической губернии.
Существовала с 1860-х по 1890 годы.

## История
Образована 1860-х годах, после земской реформы Александра II, в основном из деревень бывших Джелаирской и Хоротокиятской волостей. Располагалась на западе Крыма, на территории востока и северо-востока современного Раздольненского и запада Первомайского районов, выходя на севере к побережью Каркинитского залива.

## Население
Первые данные по населению деревень содержатся в «Списке населённых мест Таврической губернии по сведениям 1864 года», но в нём дано разделение только на полицейские станы, без указания волости. В результате эмиграции крымских татар, особенно массовой после Крымской войны 1853—1856 годов, в Турцию, многие деревни опустели, а затем вновь были заселены: одни крымскими татарами, другие — выходцами из внутренних губерний России. По этой причине селения, опустевшие к 1889 году,  в соответствующий список не включены, но встречаются в труде профессора А. Н. Козловского «Сведения о количестве и качестве воды в селениях, деревнях и колониях Таврической губернии…» 1867 года:
- Бекетань-Конрат — на 1864 год хутор с 1 двором и 16 жителями;
- Бузук-Кой — встречается только в труде А. Н. Козловского;
- Ени-Али-Кеч — на 1864 год хутор с 2 дворами и 9 жителями, затем до 1900 года не встречается;
- Кара-Кипчак — на 1864 год имела 25 жителей, в  1889 году не значится;
- Кереит —  экономия без поселенцев;
- Кара-Меркит — на 1864 год хутор 2 дворами и 10 жителями, затем до 1892 года не встречается;
- Карчага — на 1864 год 8 дворов и 65 жителей, затем до 1890-х годов не встречается;
- Кок-Тана — упомянуто в труде А. Н. Козловского, к 1867 году покинута, далее не встречается;
- Коп-Кары — упомянуто в труде А. Н. Козловского, к 1867 году покинута, до 1892 года не встречается;
- Кульсеит — упомянуто в труде А. Н. Козловского, к 1867 году покинута, до 1892 года не встречается;
- Монай — встречается в труде А. Н. Козловского, на 1867 год «лежала в развалинах»;
- Расс — на 1864 год помещичья экономия без жителей, затем до 1892 года не встречается;
- Садыр — на 1864 год хутор с 2 дворами и 11 жителями, к 1867 году покинут, до 1900 года не встречается;
- Сары-Булат — встречается только в труде А. Н. Козловского;
- Сары-Кипчак — упомянуто в труде А. Н. Козловского, к 1867 году покинута, до 1900 года не встречается;
- Ток-Шеих — на 1864 год, как Ток-Шеих (или Кульджанай), с 8 дворами и 81 жителем, затем до 1915 года не встречается;
- Шигай — встречается в труде А. Н. Козловского, на 1867 год «лежала в развалинах».

## Состав и население волости на 1887 год
Согласно «Памятной книге Таврической губернии 1889 года», по результатам Х ревизии 1887 года, население волости составляло 4 647 человек в 43 деревнях. Ко времени составления «…Памятной книжки Таврической губернии на 1892 год» население волости сократилось до 3 615 человек, хотя число поселений выросло до 63 населённых пунктов.

## Состав и население волости на 1892 год
Следующие сведения о составе волости и численности населения содержатся в «…Памятной книжке Таврической губернии на 1892 год». К этому времени началось активное заселение степных районов крымскими немцами, то же произошло с некоторыми деревнями волости. На 1892 год волость включала следующие деревни:
Кроме того, в 2 деревнях жителей и домохозяйств не зафиксированно — это Аблагадан и Кармыш. Также 12 населённых пунктов имели статус посёлка:

| - Абай (Смаил) с населением 60 человек, - Алтынджи-Меркит — 3 жителя, - Бекотань-Конрад — 11, - Ибраим-Конрат — 5, - Кара-Мертиз — 43, - Кереит — 12, | - Кипчак — жителей не числилось, - Коджанак — 38, - Коп-Кары — 2, - Кучук-Асс — 20, - Мунус — 13, - Черкез — 45, |

3 рыбных завода и 2 казённых участка.
В результате земской реформы 1890-х годов, прошедшей в Евпаторийском уезде позже других, волость была упразднена и разделена на более мелкие.